# Valdejudíos
El río Valdejudíos (Val-de-judíos, «valle de judíos») es un corto río del centro de España, un río de 3.º orden afluente del curso alto del río Gigüela, una de las fuentes del río Guadiana. Nace a unos 2 km al norte de Carrascosa del Campo, provincia de Cuenca, a unos 920 m s. n. m., y que se encuentra en la Cuenca Hidrográfica del Guadiana. Debe su nombre al poblado que nació a sus orillas y que dependía de Carrascosa del Campo.

## Curso
El río recorre aproximadamente entre 25 y 30 km de longitud, y forma un valle fértil que se extiende a lo largo de su cauce, desde Carrascosa del Campo hasta el enclave de «Las Madrigueras». En este enclave, que forma un profundo cauce y de rápidas aguas, se formó un poblado celtíbero del pueblo de los Olcades, del que posteriormente se encontró la ``Necrópolis de Las Madrigueras ´´, yacimiento importante para el estudio del enterramiento por urnas, además de hallarse en ella uno de los ocho emplazamientos en España con restos de la Cultura de Hallstatt, cultura centroeuropea coetáneos a los celtíberos, además de encontrar cerámica importada de Grecia, entre otros.
En otro tramo del río, se formó en el siglo XIII un pequeño poblado de judíos dependiente de Carrascosa del Campo, que por aquel entonces era Venta de la Carrasca. A este poblado, la reina Juana I de Castilla lo puso a Su Merced. Este poblado se despobló a principios del siglo XX, y todavía se conservan parte de la Ermita dedicada a san Sebastián, almacenes de grano, y múltiples viviendas, con sus cuevas incluidas.
El río, que en unos de sus tramos discurre paralelo al Trasvase Tajo-Segura, toma agua de una compuerta de este, situada sobre el río para llevar en algunas ocasiones agua de la cabecera del Tajo hasta las Tablas de Daimiel.

## Obras hidráulicas
En este río se ha construido un embalse para consumo humano que abastece de agua a municipios conquenses, albaceteños y ciudarrealeños, la denominada «Tubería de la Llanura Manchega». El embalse se localiza en Carrascosa del Campo, en el Valle de Valdejudíos, y tiene una capacidad total de 5,8 hm³, además de varias zonas recreativas como un embarcadero, playa artificial, merendero, etc.